# Phallus rubicundus
Phallus rubicundus, im deutschen Sprachraum bisweilen Orangerote Stinkmorchel genannt, ist eine Pilzart aus der Familie der Stinkmorchelverwandten.

## Merkmale

### Makroskopische Merkmale
Die reifen Fruchtkörper gehen aus 2–3 cm großen, eiförmigen Hexeneiern hervor, welche weißlich bis blassbraun gefärbt sind. Der schlanke, innen hohle Stiel wird 15 cm hoch und 1,5–2,5 cm dick. Sein Farbspektrum reicht von scharlachrot bis orangerötlich. Am oberen Ende des Stiels befindet sich ein zerbrechliches, 3–4,5 cm großes Hütchen, das von der übelriechenden Gleba bedeckt wird. Die Gleba ist anfangs isabellfarben, nimmt später jedoch eine schmutzig-gelblichbraune Färbung an. Das Velum kann fehlen; falls vorhanden, schaut es häutig-flockig unter dem Hut hervor oder hängt in Streifen oder Flicken am Stiel.

### Mikroskopische Merkmale
Die länglichen, glatten Sporen werden 2 × 4 µm groß.

## Artabgrenzung
Phallus rubicundus wird oft mit der Vornehmen Hundsrute (Mutinus elegans) verwechselt. Bei Mutinus elegans bedeckt die Gleba jedoch nur die stark verschmälerte Spitze des Stieles, während Phallus rubicundus die Sporenmasse auf einem deutlich vom Stiel abgegrenzten, separaten Hütchen trägt.

## Ökologie
Bei Phallus rubicundus handelt es sich um einen Saprobionten, der einzeln oder in kleinen Gruppen auf Wiesen, Rasenflächen, Sojafeldern und sandigen Böden mit Holzresten wächst. Auch im New Yorker Central Park kommt die Art häufig vor: Gary Lincoff beschrieb Phallus rubicundus 2006 als "den auffälligsten Pilz des Parks, der dort nahezu überall auf Rindenmulch erscheint." In Australien konnte Phallus rubicundus auf morschen Stämmen des Riesen-Brennnesselbaumes (Dendrocnide excelsa) und auf Rindenmulch in der Nähe der Universität Queensland beobachtet werden.

## Verbreitung
Das Verbreitungsgebiet von Phallus rubicundus liegt in Afrika, Australien und Italien. Darüber hinaus konnte sie auch in den Great Plains, Texas, Virginia, Pennsylvania, South Carolina, Maryland und New York City gefunden werden.

## Taxonomie
William Henry Long, ein amerikanischer Mykologe, der Phallus rubicundus im Jahre 1907 aus Texas beschrieb, bemerkte, dass es innerhalb der Art eine erhebliche Farb- und Formvielfalt gibt. Aus Austin berichtete er von "Exemplaren mit kräftigen Stielen, die auf Rasenflächen und anderen sonnigen Grasflächen erscheinen", während die Exemplare, die er in Denton "auf sandigen Feldern nahe morschen Eichenstümpfen und entlang von Zäunen auf sandigen Böden" fand, sich durch einen viel schlankeren Stiel unterschieden.
Die Unterschiede in der Statur der Fruchtkörper sind wohl auf die je nach Standort variierende Nährstoffhaltigkeit des Substrates zurückzuführen. Möglicherweise handelt es sich aber auch um mehrere, einander sehr ähnliche Arten. Edward Angus Burt vertrat 1896 beispielsweise die Ansicht, dass es sich bei den kräftigeren Exemplaren von Phallus rubicundus um eine rotgestielte Varietät von Phallus ravenelii handeln müsse, da die schlankere Version sich erheblich von der anderen unterscheide. Donald Malcolm Dring, der die Art 1977 aus Afrika beschrieb, war der Ansicht, dass es sich bei der schlankeren und der kräftigeren Version um zwei verschiedene Arten, Phallus rubicundus und Phallus aurantiacus, handele. Phallus rubicundus beschrieb er als rotgestielte Art mit kräftigem Stiel und einem glockenförmigen Hut, während Phallus aurantiacus sich seiner Meinung nach durch einen kegelförmigen Hut und einen orangen, schlanken Stiel auszeichnete.